# Benadering
Onder een benadering van een grootheid verstaat men in de exacte wetenschappen een getalswaarde die voor een bepaald praktisch doel voldoende dicht in de buurt ligt van de exacte waarde van die grootheid.
Zo zal het voor een timmerman in elke praktische situatie voldoende zijn de waarde 22/7 als benadering voor het getal π te gebruiken. Naast getalswaardige benaderingen voor grootheden, worden ook benaderingen gegeven van functies en gehele probleemstellingen.
Benaderingen worden gebruikt
- wanneer de exacte waarde niet bekend is, bijvoorbeeld bij natuurkundige grootheden;
- wanneer de exacte waarde niet in eindig veel cijfers is uit te drukken, zoals bij het getal π;
- om een probleem te vereenvoudigen, zonder veel aan nauwkeurigheid in te boeten; zo is de eindige-elementenmethode een methode om een complex probleem te benaderen door een eenvoudiger, hanteerbaar probleem, waarvoor een oplossing gevonden kan worden die de oplossing van het oorspronkelijke probleem voldoende benadert.

Benaderingen worden gegeven van:
- getallen (constanten);
- formules (door een rekenmachine)
- functies rond een functiewaarde;
- functies op een interval;
- algoritmes; enz.

## Getallen
Een eenvoudige methode voor het benaderen van getallen is het afronden op een beperkt aantal decimalen, bijvoorbeeld:
{\displaystyle {\tfrac {1}{3}}\approx 0,333}

### Constanten
Het getal {\displaystyle \pi } kan benaderd worden door {\displaystyle 3,14}, maar ook door {\displaystyle {\tfrac {22}{7}}} en {\displaystyle {\tfrac {1}{3}}{\sqrt {120-18{\sqrt {3}}}}}.
Als benadering van de lichtsnelheid ziet men vaak: {\displaystyle c=} 299.792,458 km/s ≈ 300.000 km/s.
Een benadering van de valversnelling is {\displaystyle g\approx } 9,81 m/sec² ≈ 10 m/sec²
De meeste natuurkundige constanten werden experimenteel vastgesteld en zijn dus benaderingen van de werkelijkheid.

### Opmerkingen
Het getal 0,999 is een benadering van 1, maar de repeterende breuk 0,9999... (met een oneindig aantal negens) is gelijk aan 1. Zo is ook 0,333 een benadering van de breuk 1/3, maar is 0,33333... (met oneindig veel drieën) gelijk aan 1/3.

## Iteratie

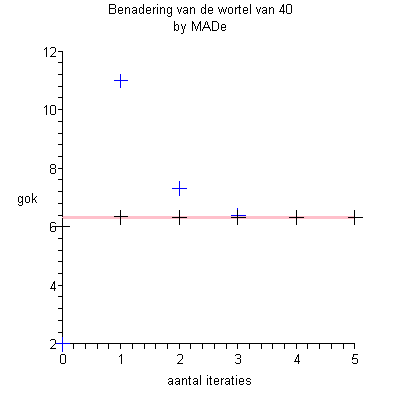
Benadering van

Een rekenmachine berekent in sommige gevallen een uitkomst door een iteratieve benadering, zolang, tot de nauwkeurigheid buiten het bereik van 12 cijfers van de rekenmachine valt. Hier volgt als voorbeeld het berekenen van de wortel uit 40, gebruikmakend van de iteratie:
{\displaystyle x_{0}=6}
als eerste benadering, en
{\displaystyle x_{n+1}={\tfrac {1}{2}}(x_{n}+{\tfrac {40}{x_{n}}})}
Daarmee volgt:
{\displaystyle x_{1}={\tfrac {1}{2}}(6+{\tfrac {40}{6}})=6{,}333\ldots }
{\displaystyle x_{2}={\tfrac {1}{2}}(x_{1}+{\tfrac {40}{x_{1}}})=6{,}3245614\ldots }
{\displaystyle x_{3}={\tfrac {1}{2}}(x_{2}+{\tfrac {40}{x_{2}}})=6{,}3245553\ldots }
Vergelijk het resultaat met:
{\displaystyle {\sqrt {40}}=6{,}3245553203\ldots }
Deze iteratie convergeert snel: al na in de buurt van vijf iteraties ligt de nauwkeurigheid buiten de nauwkeurigheid van een rekenmachine. Benaderingen gaan sneller met de methode van Newton-Raphson of de regula falsi.

## Functies rond een getalwaarde

### Veelgebruikte benaderingen
De paraxiale benadering van geometrische optica (o.a. de lenzenmakersvergelijking) steunt op volgende benaderingen:
{\displaystyle \sin(\theta )\approx \theta }
{\displaystyle \cos(\theta )\approx 1}
{\displaystyle \tan(\theta )={\frac {\sin(\theta )}{\cos(\theta )}}\approx \theta }.
Overige veelgebruikte benaderingen:
{\displaystyle (1+x)^{n}\approx 1+nx}
Telkens alleen geldig voor {\displaystyle \theta } of {\displaystyle x} gaande naar 0 en {\displaystyle \theta } in radialen.
Al deze afrondingen zijn gebaseerd op de taylorreeksontwikkelingen en kunnen daarmee afgeleid worden.

### Taylorreeksontwikkelingen
Iedere functie kan benaderd worden in de buurt van een functiewaarde, volgens de taylorreeksontwikkeling
{\displaystyle f(x)=\sum _{n=0}^{k-1}{\frac {(x-x_{0})^{n}}{n!}}f^{(n)}(x_{0})+R_{k}},
of (uitgeschreven):
{\displaystyle f(x)\approx f(x_{0})+f'(x_{0})(x-x_{0})+{\tfrac {1}{2}}f''(x_{0})(x-x_{0})^{2}+{\tfrac {1}{6}}f'''(x_{0})(x-x_{0})^{3}+\ldots }
In veel gevallen wordt slechts de lineaire benadering gebruikt, d.w.z. de eerste-ordeontwikkeling:
{\displaystyle f(x)\approx f(x_{0})+f'(x_{0})(x-x_{0})}

#### Voorbeeld
Hieronder wordt {\displaystyle f(x)=\sin(x)} met een taylorreeks benaderd. De zwarte kromme is de "juiste", de donkeroranje stelt de taylorbenadering voor. Van links naar rechts: lineaire benadering (eerste orde), tweede orde en derde orde benadering. Er wordt benaderd rond {\displaystyle x=\pi /4} (in het midden van de figuur).
Ver weg van de functiewaarde rond welke benaderd werd verdwijnt de overeenstemming met de kromme. Hieronder de derde orde benadering, die erg afwijkt:
Nu is de benadering van {\displaystyle \sin(\theta )}, {\displaystyle \cos(\theta )} voor {\displaystyle x} gaande naar nul aan te tonen (eerst de derde orde benadering, daarna de tweede orde benadering):
{\displaystyle \sin(x)\approx x-{\tfrac {1}{6}}x^{3}\approx x}
{\displaystyle \cos(x)\approx 1-{\tfrac {1}{2}}x^{2}\approx 1}

## Functies in een interval

### Splines
Een willekeurige kromme is te benaderen door een spline door in een interval door een aantal punten op die kromme te kiezen en dan de functiewaarden te verbinden. Zowel het kiezen van de punten als het verbinden kan op verschillende manieren gebeuren:

#### Kiezen punten
Een eerste manier is het gelijk verdelen van het interval, bijvoorbeeld we hebben het interval [0,5], dan kiezen we punten 0, 1, 2, 3, 4 en 5. Uiteraard houdt deze verdeling geen rekening met de ingewikkeldheid van een functie - plaatsen waar veel verandert krijgen evenveel punten als intervallen waar niets gebeurd.

#### Keuze verbinden (interpolatie)
De verkregen punten (functiewaarde van de hierboven geselecteerde punten) zijn lineair te verbinden (met een lijn). Ook is een kwadratische (kubische) interpolatie uit te voeren.

#### Voorbeeld
Links een functie, {\displaystyle f(x)=\sin(x)+2\cos(x)}, met een aantal punten (gelijk verdeeld over [0,5]): 1, 2, 3, 4 en 5.
Rechts de functie en de benaderingen (kromme: blauw, lineair: rood, kwadratisch: groen, kubisch: bruin). De lineaire benadering is zwak, maar de eerstegraads spline (kwadratisch) en de hogere (kubisch, ...) benaderen de kromme een stuk beter. Dit uiteraard geholpen door de erg 'brave' continue kromme.
Voor minder continue functies moeten er meer punten of een hogeregraads spline genomen worden

### Fourierreeks
Een andere manier om een functie op een interval te benaderen is gebruikmaken van fourieranalyse en de functie te benaderen door een eindig aantal termen van de  fourierreeks. 

#### Voorbeeld
De volgende functie wordt benaderd door een eindig aantal termen van de fourierreeks.

Dit zijn de gevonden benaderingen, de nauwkeurigheid is oplopend: 1 term, 3 termen, 10, 50 en 150 termen. Het discontinue sprongpunt wordt maar moeilijk benaderd want de functies waaruit de benadering is opgebouwd zijn continu. Dit verschijnsel wordt wel het Gibbsverschijnsel genoemd.

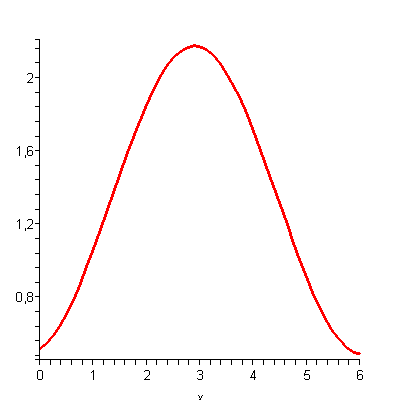
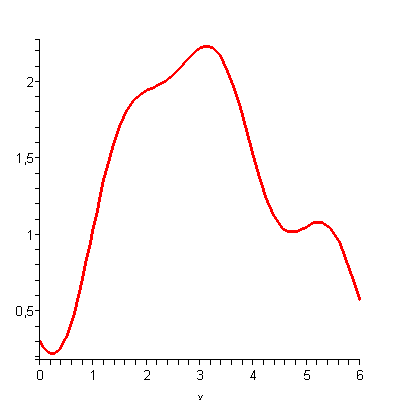
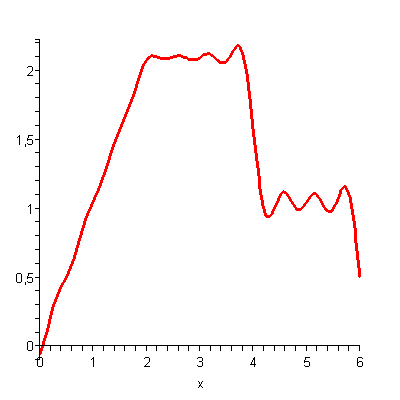
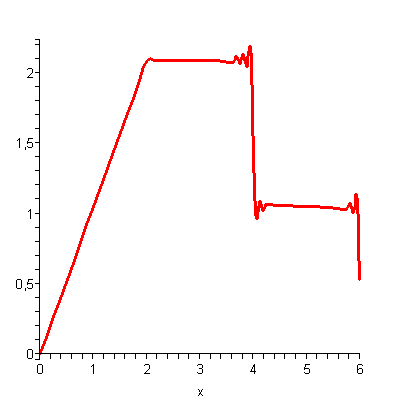
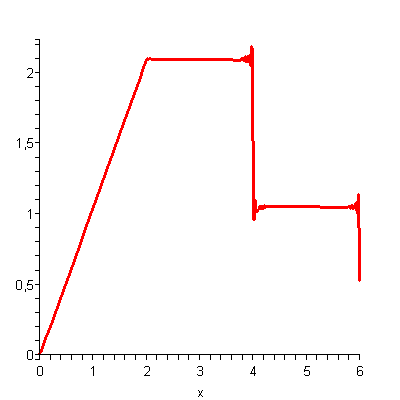

## Algoritmes
Sommige exacte algoritmes hebben een complexiteit die dermate hoog is (m.a.w. het programma duurt enorm lang), dat er heuristische algoritmes voor bedacht zijn, algoritmes die veel sneller werken, maar niet 100% juist zijn.

### Voorbeeld
Voor het controleren of een getal A priem is, moeten alle onderliggende getallen (tot de wortel van A) gecontroleerd worden. Er bestaan snellere algoritmes, die echter niet waterdicht zijn: de Lucas-test en de pseudo-primality test. Samen uitgevoerd werken die veel sneller dan alle onderliggende getallen aflopen en toch zijn er geen getallen gekend die in deze test een verkeerd resultaat geven.

## Eindige-elementenmethode
Voor het hoofdartikel, zie Eindige-elementenmethode
Voor complexe problemen waarvoor geen analytische oplossing bestaat, kan de benadering door eindige elementen helpen. Deze methode
- deelt het hoofdprobleem (staaf, geleider, buizenstelsel) op in honderden kleinere stukjes;
- stelt voor ieder stukje de vergelijkingen op (bijvoorbeeld qua krachten, druk, elektrische lading);
- lost het stelsel opgebouwd uit de vergelijkingen van de honderden stukjes op, en
- vormt daaruit een benaderende oplossing.

## Voorbeelden
- de benadering van Stirling, voor het berekenen van faculteiten;
- de vorm van onze aarde kan benaderd worden door een bol, een betere benadering is een oblate ellipsoïde;
- de benadering van {\displaystyle \pi } door een meetkundige constructie.